# Estados-membros do Mercosul

Mapa da América do Sul sobre a situação dos países em relação ao Mercosul

Estados-membros do Mercado Comum do Sul referem-se aos Estados soberanos que aderiram ao Mercado Comum do Sul (Mercosul), organização intergovernamental regional sul-americana sediada em Montevidéu. O Mercosul foi estabelecido pelos signatários do Tratado de Assunção em 1991, isto é, por entre Argentina, Brasil, Paraguai e Uruguai. Todos os países sul-americanos fazem parte do Mercosul, sejam como membros plenos (no Mercosul, chamados de "Estados-Partes"), sejam como membros associados (chamados de "Estados Associados"). Em 2012, a Venezuela torna-se o quinto Estado-Parte (sendo suspensa em 2016). Em 2023, durante uma reunião do bloco no Rio de Janeiro, foi oficialmente anunciada a adesão da Bolívia ao bloco, mas que formalizou a sua entrada apenas em 2024. Grupos de trabalho estudam a incorporação do Equador.
Em suma, Argentina, Brasil, Paraguai, Uruguai, Bolívia e Venezuela são os Estados-Partes, tendo os quatro primeiros fundado o bloco econômico e o último considerado suspenso. Chile, Colômbia, Equador, Guiana, Peru, Suriname e Panamá são Estados associados, estando o Equador em negociação para adesão plena.
Fora de previsões legais, Nova Zelândia e México são apontados, por vezes, como observadores do Mercosul desde os anos de 2006 e 2010, respectivamente. Também sem qualquer pertencimento ao Mercosul, a Guiana Francesa é um território ultramarino localizado na América do Sul, pertencente à França e parte da União Europeia.

## Estados-Partes
| Nome do país                | Brasão / Bandeira | População   | Área (km²) | PIB (milhões em US$) | Renda per capita | Moedas    | Gini | IDH   | Línguas                             |
| --------------------------- | ----------------- | ----------- | ---------- | -------------------- | ---------------- | --------- | ---- | ----- | ----------------------------------- |
| Argentina (membro fundador) | Argentina         | 43 590 368  | 2 780 400  | 912 816              | 20,170           | peso      | 42,7 | 0,827 | espanhol                            |
| Bolívia (aderiu em 2024)    | Bolívia           | 10 969 049  | 1 098 581  | 40 041               | 8,172            | boliviano | 41,6 | 0,692 | espanhol outras 37 línguas oficiais |
| Brasil (membro fundador)    | Brasil            | 212 583 750 | 8 515 767  | 3 216 031            | 15,646           | real      | 51,5 | 0,754 | português                           |
| Paraguai (membro fundador)  | Paraguai          | 6 783 272   | 406 752    | 68 005               | 9,779            | guarani   | 51,7 | 0,693 | espanhol guarani                    |
| Uruguai (membro fundador)   | Uruguai           | 3 351 016   | 176 215    | 77 800               | 16,332           | peso      | 45,3 | 0,795 | espanhol português                  |
| Venezuela (aderiu em 2012)  | Venezuela         | 31 775 371  | 916 445    | 404 109              | 8,004            | bolívar   | 44,8 | 0,767 | espanhol                            |

## Procedimentos

### Adesão como Estado-Parte

Diagrama de adesão a organizações por membros da ALADI. Membros desta organização podem aderir como Estado-Parte do Mercosul.

O processo de adesão como Estado-Parte contempla requisitos que foram regulamentados em 5 de dezembro de 2005 em adição ao artigo 20 do Tratado de Assunção. Esse artigo estabelece que o bloco é aberto ao ingresso de novos membros, porém, a adesão desse deve ser examinada e aprovada de forma unânime pelos países membros.
Os Estados-Partes são os países que aderem plenamente com direito a voz e voto na organização. Os requisitos ao processo são formalizados em protocolo de adesão assinado por todos e um acordo econômico prévio no âmbito da Associação Latino-Americana de Integração (ALADI), devendo ser membro dela. No intervalo de tempo entre a assinatura do protocolo de adesão como Estado-Parte e a ratificação pelos parlamentos nacionais, o Estado aderente é referido como "em processo de adesão". São seis requisitos a serem cumpridos: a adoção do Tratado de Assunção, dos protocolos de Ouro Preto e de Olivos, incorporação da tarifa externa comum (TEC) em cronograma definido, assinatura dos instrumentos internacionais já assinados pelos demais membros e de demais normativas internas e aceitação de programa de liberalização comercial.
Membros plenos:
- Argentina, Estado-Parte (1991);[18]
- Bolívia, Estado associado (1996),[19] nação associada em processo de adesão (2012, 2015),[18][20][1] Estado-Parte (2023);[21]
- Brasil, Estado-Parte (1991);[18]
- Paraguai, Estado-Parte (1991), suspensão (2012-2013);[18][22]
- Uruguai, Estado-Parte (1991)[18]
- Venezuela, Estado associado (2004),[19] nação associada em processo de adesão (2006),[22] Estado-Parte (2012),[22] suspensão (2016–presente).[23]

### Adesão como Estado associado
A condição de Estado associado confere autorização para participar de reuniões de órgãos do bloco. O processo de adesão nesta condição requer o aceite da solicitação formalizado em protocolo, um acordo econômico prévio no âmbito da ALADI e a adesão ao Protocolo de Ushuaia sobre Compromisso Democrático e à Declaração Presidencial sobre Compromisso Democrático. E diferente dos membros plenos, os países associados do Mercosul não adotam a tarifa externa comum (TEC), que os Estados do bloco adotam para as importações provenientes de mercados externos.
Membros associados:
- Chile, Estado associado (1996)[25]
- Peru, Estado associado (2003)[19][25]
- Colômbia, Estado associado (2004)[19][25]
- Equador, Estado associado (2004)[19][25]
- Suriname, Estado associado (2013, 2015)[1]
- Guiana, Estado associado (2013, 2015)[1]

### Suspensão de Estado-Parte
Há a previsão legal de suspensão de um Estado-Parte, isto com base no Protocolo de Ushuaia e no ainda não vigente Protocolo de Assunção (Ushuaia II). Dentre outros direitos e obrigações, destaca-se que a suspensão da condição de Estado-Parte implica a perda do direito ao voto no processo decisório do Mercosul, enquanto a participação nas discussões (voz) mantém-se. A suspensão da participação significa a manutenção do compromisso regional com a ordem democrática, mas também com o princípio do não-intervencionismo em questões domésticas. Também implica que as decisões acordadas pelo bloco independem da aprovação legislativa do país durante o período de suspensão.
Dois países já foram suspensos: o Paraguai em 2012 (por ruptura democrática) e a Venezuela em 2016 (por falta de internalização de normas) e 2017 (por ruptura democrática). A suspensão do primeiro findou-se com a realização de eleições democráticas em 2013.

## Processos
O quadro abaixo resume os processos no Mercosul de adesão e suspensão de países da América do Sul.

### Adesão do Chile como Estado Associado
Em 25 de junho de 1996, o Chile formalizou sua associação durante a X Reunião da Cúpula do Mercosul, em San Luis, na Argentina, através da assinatura do Acordo de Complementação Econômica Mercosul-Chile.

### Adesão da Bolívia como Estado Associado
Em 17 de dezembro de 1996, a Bolívia formalizou sua adesão como Estado associado na XI Cúpula, em Fortaleza, Brasil, mediante a assinatura do Acordo de Complementação Econômica Mercosu-Bolívia.

### Adesão do Peru como Estado Associado
Em 2003, o Peru formalizou sua associação com a assinatura do Acordo de Complementação Econômica Mercosul-Peru (CMC n.° 39/03).

### Adesão da Colômbia, Equador e Venezuela como Estados Associados
Em 2004, durante reunião de cúpula do Mercosul realizada em Montevidéu, foi assinado o Acordo de Complementação Econômica entre Mercosul, Colômbia, Equador e Venezuela e assim foi formalizada a associação desses desses três países então pertencentes à Comunidade Andina (CMC N.° 59/04). Neste acordo foi estabelecido um cronograma para a criação de uma zona de livre-comércio entre os Estados signatários e os membros plenos do Mercosul, com gradual redução de tarifas. Desta maneira, estes países obtiveram sucesso nas negociações para a formação de uma zona de livre-comércio com o Mercosul, uma vez que, um acordo de complementação econômica, com o cumprimento integral de seu cronograma, é o item exigido para ascensão de um novo associado. No entanto, em 8 de julho de 2004, a Venezuela foi elevada ao status de membro associado, sem ao menos concluir o cronograma firmado com o Conselho do Mercado Comum.
Foi concretizada em virtude da destituição do presidente paraguaio Fernando Lugo, quando o país foi temporariamente suspenso do bloco. Tal fato tornou possível a adesão venezuelana como membro pleno do Mercosul a partir do dia 31 de julho de 2012, pois a inclusão era até então impossível em razão do veto paraguaio. Porém, em 1° de dezembro de 2016, a Venezuela foi suspensa do grupo, por não cumprir com as diretrizes do bloco, entre os quais o compromisso com a promoção e proteção dos direitos humanos.

### Adesão da Venezuela como Estado-Parte
A Venezuela teve seu processo de adesão reconhecido em 2005. Em 2006, assinou com o Mercosul seu protocolo de adesão na condição de Estado-Parte. O bloco a reconheceu como uma nação associada em processo de adesão, o que na prática significava que o Estado possuía voz, mas não voto. Na sequência, os congressos uruguaio e argentino aprovaram a entrada do novo membro, mas encontrou forte resistência nos congressos do Brasil e do Paraguai. O congresso do Brasil o fez somente em dezembro de 2009. Contudo, o congresso paraguaio não o aprovava e, desta forma, impossibilitou a adesão plena da nação caribenha. Com a suspensão do Paraguai, a Venezuela tornou-se o quinto membro pleno em 31 de julho de 2012. Um mês depois, os presidentes do bloco reconheceram a adesão plena da Venezuela e diversos acordos comerciais foram firmados. Aventou-se que a decisão poderia ser revertida com o retorno paraguaio ao exercer seu poder de veto, o que não se verificou. A decisão foi alvo de controvérsias. Para alguns economistas, a aceitação da Venezuela como membro pleno do Mercosul amplia a importância econômica do bloco e abre novas oportunidades de negócios e investimentos. No entanto, para outros, a decisão foi precipitada, imposta pelos governos do Brasil e Argentina e motivada puramente por interesses políticos. O Congresso Paraguaio aprovou o ingresso venezuelano em dezembro de 2013, após o país voltar da suspensão por ruptura democrática.

### Suspensão do Paraguai em 2012
O Paraguai foi suspenso com base no Protocolo de Ushuaia. A destituição de Fernando Lugo, presidente do país, ocorreu com falhas na vigência democrática na avaliação dos demais Estados-Partes e os direitos e obrigações do Paraguai foram suspensos, com exceção do uso de recursos do Fundo para a Convergência Estrutural do Mercosul (FOCEM). A volta foi condicionada à realização de novas eleições presidenciais, que ocorreram em 2013, quando também teve sua condição de Estado-Parte restaurada. Assim, em 13 de julho de 2013, foi retirada a suspensão aplicada ao Paraguai, em cumprimento do Protocolo de Ushuaia, sobre o compromisso democrático.

### Suspensão da Venezuela em 2016 e 2017
No contexto da ascensão de governos de direita, a exemplo de Mauricio Macri na Argentina em 2015 e de Michel Temer no Brasil em 2016, a relação de forças dentro do Mercosul inverteu-se e se somou à posição crítica que o Paraguai assumia contra a Venezuela desde 2013. Em novembro de 2015, o então recém eleito presidente da Argentina, Mauricio Macri, afirmou que pediria a suspensão da Venezuela do Mercosul, porém devido aos resultados das eleições legislativas venezuelanas ele recuou da proposta duas semanas depois.
Em julho de 2016, a passagem da presidência temporária do Mercosul para a Venezuela, que deveria assumir a liderança no segundo semestre de 2016, transformou-se em uma crise entre os países do bloco, em razão de acusações de que o governo venezuelano estaria violando a cláusula democrática do bloco, diante de denúncias de que haveriam presos políticos no país e de que o presidente Nicolás Maduro mantinha controle sobre o Judiciário. Em um encontro informal dos chanceleres dos países, decidiu-se por adiar a decisão sobre a passagem da presidência. O Uruguai, que detinha a presidência, era a favor da transferência para a Venezuela, enquanto Argentina, Brasil e Paraguai estavam bloqueando a transição. À época, o Paraguai era o único país que defendia abertamente que a Venezuela não assumisse a liderança do bloco. O ministro das Relações Exteriores brasileiro, José Serra, pedia que a decisão fosse adiada para agosto. A Argentina estava dividida: enquanto a chanceler Susana Malcorra se dizia favorável à transferência da presidência para a Venezuela, o presidente Mauricio Macri fazia duras críticas à situação política do país.
Em 13 de setembro de 2016, os quatro países fundadores do Mercosul — Brasil, Argentina, Paraguai e Uruguai — chegaram a um acordo que impediu a Venezuela de assumir a presidência rotativa do bloco e decidiram que conduziriam de forma conjunta a liderança do organismo.  O argumento para a decisão foi o descumprimento do compromisso do governo venezuelano em incorporar normas e acordos ao seu ordenamento jurídico. Segundo divulgou o Ministério das Relações Exteriores do Brasil, as principais normativas não incorporadas foram o Acordo de Complementação Econômica nº 18 (1991), que convenciona um programa de liberação comercial conjunto; o Protocolo de Assunção sobre Compromisso com a Promoção e Proteção dos Direitos Humanos do Mercosul (2005), que estabelece que nos países do bloco deve haver  "a plena vigência das instituições democráticas e o respeito dos direitos humanos e das liberdades fundamentais"; e o Acordo sobre Residência para Nacionais dos Estados Partes do Mercosul (2002), que estabelece que os habitantes de um país membro podem obter residência legal em outro país membro do bloco.
Em 1 de dezembro de 2016, a Venezuela foi suspensa em dezembro de 2016 por alegação dos demais Estados-Partes de falta de cumprimento das normativas do Mercosul assumidas no protocolo de adesão. Os ministros de Relações Exteriores da Argentina, Brasil, Paraguai e Uruguai notificaram o governo venezuelano sobre “a cessação do exercício dos direitos inerentes à condição de Estado Parte”, segundo comunicado oficial divulgado. A suspensão implicou a perda de voto, mas não de voz, do país em relação ao bloco. Na decisão, os quatro países consideraram que a Venezuela não incorporou, no prazo, acordos e normas que deveriam ter sido adotados após sua entrada no bloco, entre eles o Protocolo de Assunção de promoção e proteção dos direitos humanos e o acordo sobre residência.
Em 1 de abril de 2017, três dias após a remoção dos poderes da Assembleia Nacional da Venezuela, os governos dos países fundadores do bloco, Brasil, Argentina, Uruguai e Paraguai, decidiram ativar a cláusula democrática com relação à Venezuela no Mercosul por conta da "falta de separação de poderes" e por terem diagnosticado uma "ruptura da ordem democrática" no governo de Nicolás Maduro. Conforme a chanceler argentina, Susana Malcorra, a "cláusula democrática do Mercosul não implica a expulsão do Estado em questão. E sim um acompanhamento da situação, em busca de soluções pela via do diálogo". O documento divulgado pelos chanceleres dos quatros países dizia que "o Governo da Venezuela deve adotar imediatamente medidas concretas, consertadas com a oposição, para assegurar a efetiva separação de poderes, o respeito ao Estado de Direito, os direitos humanos e o respeito às instituições".
Diante da crise pelo qual atravessava, em 5 de agosto de 2017, os governos de Brasil, Argentina, Uruguai e Paraguai decidiram suspender os direitos e obrigações da Venezuela como membro do Mercosul. A decisão, conforme documento divulgado pelos representantes dos quatros países, foi motivada pela constatação de uma "ruptura da ordem democrática no país" no país, o que estaria violando o Protocolo de Ushuaia, que estabelece que "a plena vigência das instituições democráticas é condição essencial para o desenvolvimento do processo de integração". Assim, o retorno foi condicionado à realização de eleições com retomada de calendário eleitoral, dos poderes da Assembleia Nacional, anulação da Assembleia Nacional Constituinte e libertação de presos políticos.

### Discussões sobre suspensão do Brasil em 2017 e da Bolívia em 2019
O impedimento do mandato de Dilma Rousseff em 2017 levantou discussões sobre a possibilidade de o Brasil ser suspenso por golpe à democracia brasileira. Entretanto a suspensão aventada não ocorreu, nenhum mecanismo foi ativado, embora a presidenta tenha sido destituída.
Já em 2019, houve a crise política na Bolívia e renúncia forçada de Evo Morales, então presidente. Ainda que fosse à época um Estado associado do Mercosul, a Bolívia é signatária do Protocolo de Ushuaia desde o início e o mecanismo de suspensão por ruptura democrática tampouco foi acionado.

### Adesão da Bolívia como Estado-Parte
Desde a sua eleição, o presidente boliviano, Evo Morales, e o partido que o sustenta, se mostram favoráveis em estreitar as relações entre a Bolívia e o Mercosul. Depois da nacionalização dos hidrocarbonetos o governo boliviano tem avançado nas negociações que visam a integração da Bolívia como um Membro Pleno. Bolívia ratificou protocolo de adesão em 7 de dezembro de 2012, mas ingressará ao Mercosul sem renunciar à Comunidade Andina (CAN). 72% de suas fronteiras são com o Mercosul e 1,2 milhão de bolivianos vivem nas nações do grupo. O Mercosul é o destino de 55% das exportações da Bolívia, em particular o gás que consomem Brasil e Argentina. O ingresso da Bolívia ao Mercosul também pode significar a consolidação de uma saída ao Oceano Atlântico pelas hidrovias dos rios Paraguai e Paraná.
A Bolívia teve de assinar dois protocolos de adesão. Em 7 de dezembro de 2012, o presidente boliviano Evo Morales assinou o protocolo de adesão com o Mercosul, visando à adesão deste país à condição de membro pleno do bloco. Mas em 15 de julho de 2015, em reunião entre membros do bloco e Estados associados, o chanceler boliviano assinou um novo protocolo, contendo o mesmo conteúdo da proposta anterior. A então chefe do executivo brasileiro Dilma Rousseff justificou afirmando que seu governo "trabalhou para acelerar entrada de Bolívia no Mercosul" e que tal manobra foi realizada para "acelerar os trâmites". No entanto, ambas propostas dependiam de análise e eventual aprovação legislativa para ter validade. Assim, a Bolívia tornou-se, desde a 48.ª reunião de cúpula, em 17 de julho de 2015, um Estado associado em processo de adesão.
Um grupo de trabalho foi estabelecido para estudar a incorporação da Bolívia (como também do Equador).
O Brasil foi o último país a ratificar a adesão boliviana. Como estímulo a Representação Brasileira no Parlasul havia aprovado, mas o Senado Federal do Brasil somente o fez em novembro de 2023. Na segunda cúpula do Mercosul em 2023, a Bolívia foi incorporada como Estado-Parte. A partir desse momento, a Bolívia teve o prazo de quatro anos para internalizar as normativas vigentes do Mercosul.

### Adesão do Equador como Estado-Parte
O presidente equatoriano, Rafael Correa, solicitou o ingresso do Equador ao Mercosul na Cúpula de Montevidéu em dezembro de 2011. Um grupo de trabalho foi estabelecido para estudar a incorporação do Equador (como também da Bolívia).

### Adesão da Guiana e Suriname como Estados Associados
Guiana e Suriname assinaram acordos-quadro de associação com o Mercosul em 11 de julho de 2013 e de novo em 17 de julho de 2015 (após retorno do Paraguai) na 48.ª reunião de cúpula. Porém, tal proposta precisou de aprovação legislativa para ter validade.

### Candidatura do México a Estado Associado
O México assinou um acordo de complementação econômica com o Mercosul em agosto de 2006. O então presidente mexicano Vicente Fox expressou seu desejo de o México se tornar um membro pleno do bloco antes do fim de seu mandato. No entanto, concluído o mandato de Fox, o México ainda não se tornou Estado associado e não houve muitos avanços nas negociações entre o México e o Mercosul.[carece de fontes?]
O ingresso do México apresenta vários problemas, tanto para o México como para o Mercosul. Principalmente, os inúmeros acordos bilaterais com os quais o México está comprometido, em particular o Tratado de Livre Comércio da América do Norte (TLCAN), associação comercial que concentra a maior parte de suas transações comerciais.[carece de fontes?]
O ex-presidente argentino Néstor Kirchner convidou em uma excursão o então presidente mexicano, Felipe Calderón, para incorporar o México ao Mercosul. No entanto, durante sua turnê pela América do Sul em 2009, Calderón afirmou, no Uruguai, que o México não contempla ingressar no Mercosul, especialmente pela limitação da tarifa externa comum do bloco na relação do país com seus outros parceiros comerciais, especialmente Estados Unidos e Canadá. Contudo, o presidente Calderón disse que apoia uma maior integração comercial e política na América Latina e pretende ser parte de um esforço integrativo do bloco sul-americano.
Em 22 de julho de 2006, ao assumir a presidência pro tempore, o presidente brasileiro Luiz Inácio Lula da Silva lançou a proposta chamada de MercoAmérica para expandir o Mercosul desde o México até a Patagônia para incluir toda a América Latina.

### Adesão do Panamá como Estado Associado
O Panamá foi primeiramente convidado em 2005 para se tornar membro associado do Mercosul. Em 2024, em sua participação na 64.ª cúpula do Mercosul, o presidente panamenho recém-empossado José Raúl Mulino formalizou seu interesse em se juntar ao Mercosul como um membro associado. Durante esse ano, foram anunciadas negociações sobre a adesão como Estados Associados do Panamá, da República Dominicana e El Salvador num movimento de aproximação do Mercosul com a América Central. Em 6 de dezembro de 2024, durante a 65.ª cúpula, o Panamá concretizou sua entrada no bloco como país associado, assinando o acordo de complementação econômica, o Protocolo de Ushuaia e a Declaração de Compromisso Democrático.

## Derrogações
Alguns Estados estão menos integrados ao Mercosul do que outros. Na maioria dos casos, isso ocorre porque esses países não obtiveram a aprovação de alguns dos atuais países-membros, ou ainda não implementaram algum tipo de normativa ou aderiram a algum protocolo ou acordo.
| País      | Tipo         | Situação                     | Aprovação | Implementação dos tratados e normativas | Implementação dos tratados e normativas | Implementação dos tratados e normativas | Observação                                         |
| País      | Tipo         | Situação                     | Aprovação | NC                                      | TE                                      | RO                                      | Observação                                         |
| --------- | ------------ | ---------------------------- | --------- | --------------------------------------- | --------------------------------------- | --------------------------------------- | -------------------------------------------------- |
| Venezuela | Estado Parte | Suspenso                     | Sim       | Sim                                     | Sim                                     | Sim                                     | Suspenso devido ao rompimento da ordem democrática |
| Equador   | Associado    | Em negociação a membro pleno | -         | -                                       | -                                       | -                                       | -                                                  |
| Suriname  | Associado    | -                            | -         | -                                       | -                                       | -                                       | -                                                  |
| Guiana    | Associado    | -                            | -         | -                                       | -                                       | -                                       | -                                                  |
| Chile     | Associado    | -                            | -         | -                                       | -                                       | -                                       | -                                                  |
| Colômbia  | Associado    | -                            | -         | -                                       | -                                       | -                                       | -                                                  |
| Peru      | Associado    | -                            | -         | -                                       | -                                       | -                                       | -                                                  |

## Estados e organizações relacionadas
O Mercosul existe em três espaços mais amplos: o sul-americano marcado pela UNASUL, o latino-americano marcado pela ALADI e o hemisférico ou inter-americano marcado pela OEA. Cada um desses espaços é ilustrado por um dos diagramas abaixo.
|  |  |
|  |  |

### Mercosul Ampliado
O Mercosul ampliado (ou Mercosul continental) refere-se à estratégia proposta para as relações externas do Mercosul que contempla ampliação de membros, intensificação de relações com países sul-americanos, bem como a configuração de polo sul-americano nucleado no Mercosul numa distribuição multipolar do poder internacional. Especificamente a ideia inicial de Mercosul ampliado se referia aos quatro Estados-Parte fundadores e aos dois primeiros Estados Associados (Chile e Bolívia). Contudo, essa estratégia já se remonta à proposta brasileira na VII Cúpula do Grupo do Rio.para a formação da Área de Livre Comércio Sul-Americana (ALCSA). Ela passa pelos esforços para o inter-regionalismo com a CAN, dissipados com a criação da UNASUL. Com esta então manteve uma agenda de complementação e articulação, mas que não resistiu ao desmantelo da mesma e à emergência das ações de convergência entre o Mercosul e a Aliança do Pacífico (AP).